# 보령 죽도 해저유물 매장해역
보령 죽도 해저유물 매장해역(保寧 竹島 海底遺物 埋藏海域)은 대한민국 충청남도 보령시 주포면 송학에 있는 고려시대의 유적건조물 / 유물산포지유적산포지/ 수중유물/ 유물매장해역이다.
1987년 9월 18일 대한민국의 사적 제321호로 지정되었다.

## 개요
죽도에서 서남쪽으로 약 1.5km 떨어진 바다 밑에 고려청자가 묻혀 있는 곳이다.
1987년 수중고고학 발굴 작업을 통해 상감청자 32점을 비롯해 많은 유물을 건졌다. 이곳에서 나온 청자류들은 약 100여 점에 이르며, 불법으로 흘러 들어간 것도 많은 것으로 보인다. 그 중 ‘기사(己巳)’라는 글씨가 새겨진 것이 있어 청자의 연대를 밝히는데 큰 도움을 주는데, 기사년을 1269년으로 보는 설과 1329년으로 보는 설이 있다.
전남 강진군 대구면이나 전북 부안군 보안면의 가마터에서 제작되어 배로 운반하던 도중 이 부근에서 배가 난파된 것으로 보인다.

## 참고 자료
- 보령 죽도 해저유물 매장해역 - 국가유산청 국가유산포털